# Берней, Иван Иванович
Иван Иванович Берней (1917—1997) — инженер-технолог, учёный в области технологии асбестоцементных изделий, доктор технических наук (1966), профессор (1967), заслуженный деятель науки и техники РСФСР (1977).

## Биография
Родился в 6 (19) августа 1917 году в Вологде.
Окончил Московский институт инженеров водного хозяйства (1940, с отличием).
Работал в различных строительных организациях.
В 1952 году защитил кандидатскую, в 1966 году — докторскую диссертацию по теме «Основы теории формирования железобетонных изделий». В 1967 году присвоено учёное звание профессора.
До 1956 г. директор треста «Асбестстрой» (Свердловская область).
С 1956 по 1969 год заведующий кафедрой строительных материалов в Магнитогорском горно-металлургическом институте.
С 1969 г. преподавал и вёл научную работу в Калининском политехническом институте, в 1969—1992 зав. кафедрой производства строительных изделий и конструкций.
Автор научных работ в области технологии асбестоцементных изделий. Разработал технологию использования промышленных отходов в производстве строительных материалов.
Сочинения:
- Формование асбестоцементных листов [Текст] : Теория и расчет / И. И. Берней, канд. техн. наук. — Москва : Госстройиздат, 1958. — 279 с., 1 л. черт. : ил.; 23 см.
- Основы теории формования асбестоцементных изделий [Текст] / И. И. Берней, проф. д-р техн. наук. — Москва : Стройиздат, 1969. — 335 с., 2 л. ил. : ил.; 21 см.
- Теория формования асбестоцементных листов и труб / И. И. Берней. — 2-е изд., перераб. и доп. — М. : Стройиздат, 1988. — 288,[2] с. : ил.; 20 см; ISBN 5-274-00145-9 : 3 р.
- Технология асбестоцементных изделий [Текст] : [учебник для вузов по специальности «Химические технология вяжущих материалов»] / И. И. Берней, В. М. Колбасов. — Москва : Стройиздат, 1985. — 400 с. : ил.; 21 см.
- Технология асбестоцементных изделий [Текст] : Учеб. пособие для вузов по специальности «Хим. технология вяжущих материалов» и «Производство строит. изделий и конструкций» / И. И. Берней. — Москва : Высш. школа, 1977. — 230 с. : ил.; 22 см.
- «Теория измерения реологических характеристик дисперсных систем, основанная на истинной картине движения среды» (1980).
- Основы научных исследований : (Практика исслед. работы) : Учеб. пособие / И. И. Берней; Калинин. политехн. ин-т. — Калинин : КПИ, 1989. — 100 с.; 20 см.
- Устройство и работа листоформовочных машин [Текст] / И. И. Берней, проф., д-р техн. наук. — Москва : Стройиздат, 1974. — 127 с. : ил.; 20 см. — (Повышение мастерства рабочих строительства и промышленности строительных материалов).

Автор учебников для студентов химико-технологических и строительных вузов.
С 1992 г. на пенсии.
Заслуженный деятель науки и техники РСФСР (1977).
Сын — Берней Всеволод Иванович, кандидат технических наук, профессор.